# Grand Prix Formule 1 van Korea 2013
De Grand Prix Formule 1 van Korea 2013 werd verreden op 6 oktober 2013 op het Korean International Circuit. Het was de veertiende race van het kampioenschap.

## Wedstrijdverslag

### Achtergrond

#### DRS-systeem
Voor het DRS-systeem worden er twee DRS-zones gebruikt. De eerste zone ligt op het rechte stuk van start-finish tussen bocht 18 en bocht 1, het detectiepunt voor deze zone bevindt zich vlak voor bocht 16. De tweede zone ligt op het rechte stuk tussen bocht 2 en bocht 3, het detectiepunt voor deze zone bevindt zich vlak na bocht 2. De DRS gaat alleen open als een coureur zich op het de detectiepunt binnen een seconde afstand van zijn voorganger bevindt.

### Kwalificatie
Sebastian Vettel haalde voor Red Bull Racing zijn derde pole position op een rij. De tweede plaats ging naar de Mercedes van Lewis Hamilton, terwijl de teamgenoot van Vettel Mark Webber zich op de derde startplaats kwalificeerde. Romain Grosjean kwalificeerde zich voor Lotus op de vierde plaats voor Hamiltons teamgenoot Nico Rosberg. Het Ferrari-duo Fernando Alonso en Felipe Massa kwalificeerde zich als zesde en zevende, voor het Sauber-duo Nico Hülkenberg en Esteban Gutiérrez. Kimi Räikkönen, de teamgenoot van Grosjean, sloot de top 10 af.
In de laatste ronde van de vorige race viel Mark Webber stil vanwege problemen met zijn motor. In de uitloopronde kreeg hij een lift terug naar de pitstraat van Fernando Alonso. Aangezien dit verboden is, kregen beide coureurs een reprimande. Aangezien het voor Webber zijn derde reprimande van het seizoen is, heeft hij na de kwalificatie tien plaatsen straf op de grid gekregen. Ook Marussia-coureur Jules Bianchi kreeg drie plaatsen straf voor het ophouden van de Force India van Paul di Resta in de kwalificatie.

### Race
De race werd ook gewonnen door Sebastian Vettel, zijn vierde overwinning op een rij. De Lotus-coureurs Kimi Räikkönen en Romain Grosjean eindigden ook op het podium als tweede en derde. Na een spannend gevecht wist Nico Hülkenberg voormalig kampioenen Lewis Hamilton en Fernando Alonso achter zich te houden en ook Nico Rosberg. Het McLaren-duo Jenson Button en Sergio Pérez eindigde als achtste en tiende, met Felipe Massa tussen hen in.
Na afloop van de race werden verschillende incidenten nog onderzocht. Dit resulteerde in reprimandes voor zowel het Caterham-duo Charles Pic en Giedo van der Garde als het Marussia-duo Jules Bianchi en Max Chilton, allen voor het negeren van gele vlaggen. Voor Pic en Bianchi was het hun derde reprimande van het seizoen, waardoor zij tien plaatsen straf krijgen na de kwalificatie van de volgende race.

## Vrije trainingen
- Er wordt enkel de top 5 weergegeven.

| Vrije training 1 | Pos | No | Coureur          | Constructeur            | Tijd     |
| ---------------- | --- | -- | ---------------- | ----------------------- | -------- |
| Vrije training 1 | 1   | 10 | Lewis Hamilton   | Mercedes                | 1:39.630 |
| Vrije training 1 | 2   | 1  | Sebastian Vettel | Red Bull Racing-Renault | 1:39.667 |
| Vrije training 1 | 3   | 2  | Mark Webber      | Red Bull Racing-Renault | 1:39.816 |
| Vrije training 1 | 4   | 9  | Nico Rosberg     | Mercedes                | 1:40.117 |
| Vrije training 1 | 5   | 5  | Jenson Button    | McLaren-Mercedes        | 1:40.215 |
| Vrije training 2 | Pos | No | Coureur          | Constructeur            | Tijd     |
| Vrije training 2 | 1   | 10 | Lewis Hamilton   | Mercedes                | 1:38.673 |
| Vrije training 2 | 2   | 1  | Sebastian Vettel | Red Bull Racing-Renault | 1:38.781 |
| Vrije training 2 | 3   | 9  | Nico Rosberg     | Mercedes                | 1:38.797 |
| Vrije training 2 | 4   | 2  | Mark Webber      | Red Bull Racing-Renault | 1:38.844 |
| Vrije training 2 | 5   | 4  | Felipe Massa     | Ferrari                 | 1:39.114 |
| Vrije training 3 | Pos | No | Coureur          | Constructeur            | Tijd     |
| Vrije training 3 | 1   | 1  | Sebastian Vettel | Red Bull Racing-Renault | 1:37.881 |
| Vrije training 3 | 2   | 2  | Mark Webber      | Red Bull Racing-Renault | 1:38.018 |
| Vrije training 3 | 3   | 9  | Nico Rosberg     | Mercedes                | 1:38.318 |
| Vrije training 3 | 4   | 10 | Lewis Hamilton   | Mercedes                | 1:38.332 |
| Vrije training 3 | 5   | 3  | Fernando Alonso  | Ferrari                 | 1:38.486 |

Testcoureurs:
- James Calado (Force India-Mercedes, P18)
- Rodolfo González (Marussia-Cosworth, P22)

## Kwalificatie
| Pos                 | No | Coureur             | Constructeur            | Q1       | Q2       | Q3       | Grid |
| ------------------- | -- | ------------------- | ----------------------- | -------- | -------- | -------- | ---- |
| 1                   | 1  | Sebastian Vettel    | Red Bull Racing-Renault | 1:38.683 | 1:37.569 | 1:37.202 | 1    |
| 2                   | 10 | Lewis Hamilton      | Mercedes                | 1:38.574 | 1:37.824 | 1:37.420 | 2    |
| 3                   | 2  | Mark Webber         | Red Bull Racing-Renault | 1:39.138 | 1:37.840 | 1:37.464 | 13   |
| 4                   | 8  | Romain Grosjean     | Lotus-Renault           | 1:39.065 | 1:38.076 | 1:37.531 | 3    |
| 5                   | 9  | Nico Rosberg        | Mercedes                | 1:38.418 | 1:38.031 | 1:37.679 | 4    |
| 6                   | 3  | Fernando Alonso     | Ferrari                 | 1:38.520 | 1:37.978 | 1:38.038 | 5    |
| 7                   | 4  | Felipe Massa        | Ferrari                 | 1:38.884 | 1:38.295 | 1:38.223 | 6    |
| 8                   | 11 | Nico Hülkenberg     | Sauber-Ferrari          | 1:38.427 | 1:37.913 | 1:38.237 | 7    |
| 9                   | 12 | Esteban Gutiérrez   | Sauber-Ferrari          | 1:38.725 | 1:38.327 | 1:38.405 | 8    |
| 10                  | 7  | Kimi Räikkönen      | Lotus-Renault           | 1:38.341 | 1:38.181 | 1:38.822 | 9    |
| 11                  | 6  | Sergio Pérez        | McLaren-Mercedes        | 1:39.049 | 1:38.362 |          | 10   |
| 12                  | 5  | Jenson Button       | McLaren-Mercedes        | 1:38.882 | 1:38.365 |          | 11   |
| 13                  | 19 | Daniel Ricciardo    | STR-Ferrari             | 1:38.525 | 1:38.417 |          | 12   |
| 14                  | 15 | Adrian Sutil        | Force India-Mercedes    | 1:38.988 | 1:38.431 |          | 14   |
| 15                  | 14 | Paul di Resta       | Force India-Mercedes    | 1:39.185 | 1:38.718 |          | 15   |
| 16                  | 18 | Jean-Éric Vergne    | STR-Ferrari             | 1:39.075 | 1:38.781 |          | 16   |
| 17                  | 17 | Valtteri Bottas     | Williams-Renault        | 1:39.470 |          |          | 17   |
| 18                  | 16 | Pastor Maldonado    | Williams-Renault        | 1:39.987 |          |          | 18   |
| 19                  | 20 | Charles Pic         | Caterham-Renault        | 1:40.864 |          |          | 19   |
| 20                  | 21 | Giedo van der Garde | Caterham-Renault        | 1:40.871 |          |          | 20   |
| 21                  | 22 | Jules Bianchi       | Marussia-Cosworth       | 1:41.169 |          |          | 22   |
| 22                  | 23 | Max Chilton         | Marussia-Cosworth       | 1:41.322 |          |          | 21   |
| 107% tijd: 1:45.224 |    |                     |                         |          |          |          |      |

## Race
| Pos | No | Coureur             | Constructeur            | Rondes | Tijd/Oorzaak uitval | Grid | Punten |
| --- | -- | ------------------- | ----------------------- | ------ | ------------------- | ---- | ------ |
| 1   | 1  | Sebastian Vettel    | Red Bull Racing-Renault | 55     | 1:43:13.701         | 1    | 25     |
| 2   | 7  | Kimi Räikkönen      | Lotus-Renault           | 55     | +4.224              | 9    | 18     |
| 3   | 8  | Romain Grosjean     | Lotus-Renault           | 55     | +4.927              | 3    | 15     |
| 4   | 11 | Nico Hülkenberg     | Sauber-Ferrari          | 55     | +24.114             | 7    | 12     |
| 5   | 10 | Lewis Hamilton      | Mercedes                | 55     | +25.255             | 2    | 10     |
| 6   | 3  | Fernando Alonso     | Ferrari                 | 55     | +26.189             | 5    | 8      |
| 7   | 9  | Nico Rosberg        | Mercedes                | 55     | +26.698             | 4    | 6      |
| 8   | 5  | Jenson Button       | McLaren-Mercedes        | 55     | +32.262             | 11   | 4      |
| 9   | 4  | Felipe Massa        | Ferrari                 | 55     | +34.390             | 6    | 2      |
| 10  | 6  | Sergio Pérez        | McLaren-Mercedes        | 55     | +35.155             | 10   | 1      |
| 11  | 12 | Esteban Gutiérrez   | Sauber-Ferrari          | 55     | +35.990             | 8    |        |
| 12  | 17 | Valtteri Bottas     | Williams-Renault        | 55     | +47.049             | 17   |        |
| 13  | 16 | Pastor Maldonado    | Williams-Renault        | 55     | +50.013             | 18   |        |
| 14  | 20 | Charles Pic         | Caterham-Renault        | 55     | +1:03.578           | 19   |        |
| 15  | 21 | Giedo van der Garde | Caterham-Renault        | 55     | +1:04.501           | 20   |        |
| 16  | 22 | Jules Bianchi       | Marussia-Cosworth       | 55     | +1:07.970           | 22   |        |
| 17  | 23 | Max Chilton         | Marussia-Cosworth       | 55     | +1:12.898           | 21   |        |
| 18  | 18 | Jean-Éric Vergne    | STR-Ferrari             | 53     | Ophanging           | 16   |        |
| 19  | 19 | Daniel Ricciardo    | Toro Rosso-Ferrari      | 52     | Ophanging           | 12   |        |
| 20  | 15 | Adrian Sutil        | Force India-Mercedes    | 50     | Schade botsing      | 14   |        |
| DNF | 2  | Mark Webber         | Red Bull Racing-Renault | 36     | Botsing             | 13   |        |
| DNF | 14 | Paul di Resta       | Force India-Mercedes    | 24     | Gespind             | 15   |        |

## Standen na de Grand Prix

### Coureurs
| Positie | Nummer | Rijder           | Team                    | Punten |
| ------- | ------ | ---------------- | ----------------------- | ------ |
| 1       | 1      | Sebastian Vettel | Red Bull Racing-Renault | 272    |
| 2       | 3      | Fernando Alonso  | Ferrari                 | 195    |
| 3       | 7      | Kimi Räikkönen   | Lotus-Renault           | 167    |
| 4       | 10     | Lewis Hamilton   | Mercedes                | 161    |
| 5       | 2      | Mark Webber      | Red Bull Racing-Renault | 130    |

### Constructeurs
| Positie | Nummers | Team                    | Rijders                        | Punten |
| ------- | ------- | ----------------------- | ------------------------------ | ------ |
| 1       | 1 2     | Red Bull Racing-Renault | Sebastian Vettel Mark Webber   | 402    |
| 2       | 3 4     | Ferrari                 | Fernando Alonso Felipe Massa   | 284    |
| 3       | 9 10    | Mercedes                | Nico Rosberg Lewis Hamilton    | 283    |
| 4       | 7 8     | Lotus-Renault           | Kimi Räikkönen Romain Grosjean | 239    |
| 5       | 5 6     | McLaren-Mercedes        | Jenson Button Sergio Pérez     | 81     |

## Noot
- Sebastian Vettel won de Grote Prijs van Korea voor de derde (opeenvolgende) keer en hiermee verbeterde hij zijn eigen record (eerder overwinningen in 2011 en 2012).